# 德韦恩·埃文斯
德韦恩·埃文斯（英語：Dwayne Evans，1958年10月13日—），亚利桑那州人，美国男子田径运动员，主攻短跑。他曾代表美国参加1976年夏季奥林匹克运动会田径比赛，获得男子200米铜牌。